# 니콜라 약시치
니콜라 약시치(세르비아어: Никола Јакшић, Nikola Jakšić, 1997년 1월 17일~)는 세르비아의 수구 선수로 포지션은 수비수이다. 세르비아 수구 국가대표팀의 일원으로 활동하고 있으며 2016년과 2020년 하계 올림픽 남자 수구 종목에서 금메달을 획득했다.